# Петер Сунде
Петер Сунде (норв. Peter Sunde; 13 вересня 1978, Уддевалла, Швеція) — шведський комп'ютерний експерт, відомий як один із засновників The Pirate Bay. Має громадянство Фінляндії та Норвегії.

## Життя
У 2003 році разом з Готфрідом Свартгольмом і Фредріком Нейжем заснував торент-трекер The Pirate Bay, де виконував роль публічної особи. Балотувався в Європарламент від Піратської партії Фінляндії і на виборах набрав близько 3000 голосів.
У 2009 році на судовому процесі над засновниками The Pirate Bay був засуджений до року ув'язнення і великого штрафу. Протягом декількох років оскаржував винесений вирок спочатку в апеляційному суді Свеаланда (вирок був скорочений до 8 місяців, але сума штрафу збільшена), потім у Верховному суді Швеції (скарга була відхилена) та ЄСПЛ. З 2010 року розшукувався Інтерполом (за даними шведських ЗМІ, проживав у цей час в Німеччині).
У 2010 році заснував систему мікроплатежів Flattr. Є одним із героїв документального фільму TPB AFK.
31 травня 2014 року був заарештований шведською поліцією. Був відправлений у в'язницю Västervik Norra для відбуття терміну у справі Pirate Bay.
10 листопада 2014 року стало відомо, що Сунде вийшов на свободу. Він провів у в'язниці 5 місяців.